# The Dogs D’Amour
The Dogs D’Amour sind eine britische Rockband aus Birmingham um den Sänger, Gitarristen und Liedtexter „Tyla“ (bürgerlich Tim Taylor). Der Aufstieg der Gruppe begann in den 1980er Jahren, wobei ihre musikalischen Ursprünge bis in den Blues-geprägten Rock der 1970er Jahre zurückreichen.

## Bandgeschichte

### Anfänge
Am 12. April 1983 lieferten Dogs D’Amour in London ihr Bühnen-Debüt. Mit von der Partie waren neben Tyla der Gitarrist Ned Christie, der Schlagzeuger „Bam Bam“ (kurz auch „Bam“ genannt), Bassist Karl Watson („Carl“) sowie ein weiterer Gitarrist, Nick Halls. Nachdem die neu gegründete Band im selben Jahr die britisch-amerikanische Punk-Band The Lords of the New Church unterstützte, verabschiedete sie sich zunächst von Halls. Kurz darauf verließen auch Ned Christie und Bam die Gruppe. Letztere wurden durch Dave Kusworth (Gitarre) und Paul Hornby (Schlagzeug) ersetzt. In dieser Band-Formation wurde 1984 unter dem finnischen Label „Kumibeat“ das erste Album produziert.
1985 bot die junge Band erneut Unterstützung für einen Musiker an: Diesmal für den New Yorker Punk-Musiker Johnny Thunders. Gleichsam kehrte Bam zurück zu Dogs D’Amour – und ersetzte Hornby. Ebenso wurde Kusworth ausgetauscht, dessen Gitarren-Part nun „Jo Dog“ übernahm.

### Aufstieg
Unter dem Label von China Records wurde 1988 das offizielle Live-Album (Un)authorized Bootleg, das Aufnahmen aus den Jahren 1985 und 1986 enthält, mit einer Stückzahl von lediglich 2000 Exemplaren veröffentlicht. Allerdings gelang der Band erst mit der im selben Jahr erschienenen CD In The Dynamite Jet Saloon und dem auf 15 000 Exemplare limitierten Akustik-Album A Graveyard of Empty Bottles aus dem Jahre 1989 der Durchbruch.
Das 1990 erschienene Album Straight wurde von Ric Browde, der sich in den 1980er Jahren in der britischen und US-amerikanischen Glam-Musikszene – nicht zuletzt mit der Band Poison – einen Namen gemacht hat, co-produziert.

### Brüche
1993 schien sich ein vorläufiges Ende der Gruppe anzudeuten: Steve James, seit 1988 Bassist bei Dogs D’Amour, schloss sich dem US-amerikanischen Gitarristen und Sänger Adam Bomb an. Noch im selben Jahr gründete James seine eigene Band („Last Bandits“). Und auch für Jo Dog zeichnete sich zunächst ein Ende ab: Dieser wurde für die Produktion des noch im selben Jahr erschienenen Albums More Unchartered Heights of Disgrace durch den Gitarristen Darrell Bath ersetzt, ehemals Mitglied der allgemein eher unbekannt gebliebenen britischen Band „The Crybabys“.
1994 lösten sich die Dogs D’Amour in ihrer populär gewordenen Besetzung auf. Tyla konzentrierte sich fortan auf eine Solokarriere und dessen Bandmitglieder schlossen sich zum Teil anderen Musikgruppen an. Ein 1997 unter dem Label von „Nectar Records“ veröffentlichtes Best-of-Album mit 16 Liedern brachte außer ein recht informatives CD-Booklet und neuen Band-Fotos nichts Neues.

### Comeback
Im November 2002 gaben die Dogs D’Amour in der Essener Grugahalle ein Live-Konzert, wobei die Band mit Tyla, Bam Bam und Jo Dog nahezu in der ursprünglichen Besetzung spielte. Share Pedersen (genannt „Share“, Ex-Band-Mitglied von Vixen; Ehefrau von Bam Bam), die bereits auf dem 2000 veröffentlichten Album Happy Ever After den Bass-Part übernahm, ergänzte das weithin bekannte Trio.
Neben einer Reihe von Soloprojekten von Tyla wurde im Jahre 2006 unter dem populär gewordenen Namen der Band das bislang letzte Album mit dem Titel Unleashed veröffentlicht (live aufgenommen Ende 2005). Auf dem Album, bei dem Tyla auf das eigene Gitarrenspiel verzichtete, wirken – neben „Yella“ (Backing Vocals; Freundin von Tyla), Mark Stanway (Keyboard) und Simon Hanson (Schlagzeug) – ebenso zwei Gitarristen der britischen Punk-Rock-Band YO-YOS mit: Rich Jones und Tom Spencer, die neben den Gitarren-Parts ebenso die Rolle der Nebenstimmen übernahmen.
2009 wurde das Doppel-Album Bloody Hell Fire unter den Tyla-eigenen Label „King Outlaw Records“ sowie in Europa unter dem Label „House of 111“ (Cargo Records) mit dem Band-Titel „Tyla & The Dogs“ veröffentlicht; mit Ausnahme von Tyla nun erneut mit neuen Musikern, die sich um ihn gruppiert haben.

## Diskografie

### Studioalben
| Jahr | Titel                                   | Höchstplatzierung, Gesamtwochen, AuszeichnungChartsChartplatzierungen (Jahr, Titel, Platzierungen, Wochen, Auszeichnungen, Anmerkungen) | Anmerkungen |
| Jahr | Titel                                   | UK | Anmerkungen |
| ---- | --------------------------------------- | --- | ----------- |
| 1988 | In the Dynamite Jet Saloon              | UK97 (1 Wo.)UK |             |
| 1989 | Errol Flynn                             | UK22 (3 Wo.)UK |             |
| 1990 | Straight??!!                            | UK32 (2 Wo.)UK |             |
| 1993 | ...More Unchartered Heights of Disgrace | UK30 (1 Wo.)UK |             |

Weitere Studioalben
- 1984: The State We’re In
- 2000: Happy Ever After
- 2000: Seconds
- 2004: When Bastards Go to Hell
- 2005: Let Sleeping Dogs...
- 2011: In the Dynamite Jet Saloon MMX (Neuaufnahme des Albums von 1988)
- 2012: A Graveyard of Empty Bottles MMXII (Neuaufnahme der Akustik-EP von 1989 mit Bonus-Tracks)

### Livealben
- 2006: Unleashed
- 2017: Swinging The Bottles - The BBC Radio Sessions

### Kompilationen
| Jahr | Titel                     | Höchstplatzierung, Gesamtwochen, AuszeichnungChartsChartplatzierungen (Jahr, Titel, Platzierungen, Wochen, Auszeichnungen, Anmerkungen) | Anmerkungen |
| Jahr | Titel                     | UK | Anmerkungen |
| ---- | ------------------------- | --- | --- |
| 1991 | Dogs Hits & Bootleg Album | UK58 (1 Wo.)UK | enthält das anderweitig schwer zu bekommende (Un)authorized Bootleg Album; eine limitierte Doppel-CD-Variante enthält zusätzlich einige B-Seiten als Bonustracks |

Weitere Kompilationen
- 1988: (Un)authorized Bootleg Album
- 1997: Skeletons – The Best of The Dogs D’Amour
- 2004: Heart Shaped Skulls (Best of.. ’88–’93)

### EPs
| Jahr | Titel                        | Höchstplatzierung, Gesamtwochen, AuszeichnungChartsChartplatzierungen (Jahr, Titel, Platzierungen, Wochen, Auszeichnungen, Anmerkungen) | Anmerkungen |
| Jahr | Titel                        | UK | Anmerkungen |
| ---- | ---------------------------- | --- | ----------- |
| 1989 | A Graveyard of Empty Bottles | UK16 (4 Wo.)UK | Akustik-EP  |

Weitere EPs
- 1988: The Dogs D’Amour
- 1993: All or Nothing – the E.P.
- 2000: Seconds (nur enthalten in Dogs Dinner, einer speziellen Mailorder-Ausgabe des Albums Happy Ever After)
- 2013: Cyber Recordings 2013

### Singles
| Jahr | Titel Album                                        | Höchstplatzierung, Gesamtwochen, AuszeichnungChartsChartplatzierungen (Jahr, Titel, Album, Platzierungen, Wochen, Auszeichnungen, Anmerkungen) | Anmerkungen       |
| Jahr | Titel Album                                        | UK | Anmerkungen       |
| ---- | -------------------------------------------------- | --- | ----------------- |
| 1988 | The Kid from Kensington                            | UK88 (1 Wo.)UK |                   |
| 1988 | I Don’t Want You to Go In the Dynamite Jet Saloon  | UK78 (3 Wo.)UK |                   |
| 1989 | How Come It Never Rains In the Dynamite Jet Saloon | UK44 (3 Wo.)UK |                   |
| 1989 | Satellite Kid Errol Flynn                          | UK26 (3 Wo.)UK |                   |
| 1989 | Trail of Tears Errol Flynn                         | UK47 (3 Wo.)UK |                   |
| 1990 | Victims of Success Straight??!!                    | UK36 (3 Wo.)UK |                   |
| 1990 | Empty World Straight??!!                           | UK61 (3 Wo.)UK |                   |
| 1990 | Back on the Juice Straight??!!                     | UK97 (2 Wo.)UK |                   |
| 1993 | All or Nothing                                     | UK53 (1 Wo.)UK | Small-Faces-Cover |

Weitere Singles
- 1984: How Do You Fall in Love?
- 1993: Pretty Pretty Once
- 1999: Everdoright
- 2001: Angelina

Promo-Singles
- 1988: Medicine Man (Flexi-Disc)
- 1993: What You Do

Promo-Split-Singles
- 1990: The Dogs D’Amour: „King of Thieves“ (A-Seite)/Burning Tree: „Same Old Story (Live)“ (B-Seite) (Flexi Disc; Beilage des Kerrang!-Magazins Nr. 308)